# メグちゃん
メグちゃん（1976年3月19日 - ）は、日本の女性お笑いタレント（ピン芸人）。本名、寺門 恵美（てらかど めぐみ）。茨城県出身。吉本興業所属。2020年11月までよしもと島根県住みます芸人として活動していた。

## 経歴
1976年、茨城県に生まれる。20歳頃、チラシなどのモデルをしていた。モーニング娘。のオーディションを受けたことがあり、その時にテレビ東京のディレクターから「お笑い芸人になった方が売れる」と言われたことから、その後お笑いを目指すようになり、第1回のホリプロお笑いジェンヌオーディションに応募して合格、ホリプロ所属となった。
かつては藤崎あいとのお笑いコンビ「あいちゃんめぐちゃん」(後に「ピンク・ブランケッツ」に改名)、その後は同じホリプロ所属のお笑いトリオ、キャラメルクラッチの松田美帆子とのお笑いコンビ「ポチョム・キン」で活動していた。「ポチョム・キン」としては2代目の相方である。
上記のこともあり、親には女優志望であるということにして芸人をやっていることを隠していたが、2008年、ついに芸人をやっていることが発覚して、父親から問いただされた。本人は芸人を続けたいとのことだったが、家族と事務所による話し合いの結果、2008年7月16日放送分の『あらびき団』をもって無期限休業することとなった。しかしその後、親を説得し、2008年10月23日放送分の『あらびき団』で約3ヶ月ぶりに復帰した。
2010年12月をもってホリプロとの契約を終了。その後はよしもとクリエイティブ・エージェンシーに移籍。
2015年11月より島根県住みます芸人として活動の場を島根県内に移した。
2020年11月18日、メグちゃんの公式ツイッターアカウント内にて『吉本興業島根県インフォ【公式】』として引き継ぎされた事が正式にアナウンスされ、同時にお笑い芸人としての活動を暫く休止する事が発表された。
以降も活動は休止しているが、2021年5月に自身の公式YouTubeチャンネル『メグちゃんのお部屋』にておよそ半年ぶりに動画を投稿。2021年11月、夫の仕事の都合から6年住んだ島根を離れ、再び東京へ移住する事が自身の公式YouTubeチャンネルにて発表された。

## 芸風
テンションの高い話し振りが特徴。「こんにち、は」の「は」の後に「わ」で始まる言葉をつなげたあいさつから始まり、ハイテンションで一発ギャグ、駄洒落などを交え、踊ったり飛び跳ねたり、ステージを動き回りながら次々とまくし立て、ギャグが滑りそうになっても「あれれれれ～?」などと言いながら、そのテンションで押し通して盛り上げていくというような持ち芸。締めのセリフも「グッドバ～イ、グッドバ～イ」の後に更に駄洒落などをつなげていくため長めである。自分のことや身の周りのことなどのあるあるネタでは「あるある～」の台詞を途中ではさみ、また「もう一丁! もう一丁!」の台詞もある。あらびき団に出演する際には、小泉今日子の渚のはいから人魚を「渚のはいからメグちゃ～ん、登場するなり、ナリナリ♪」と歌って登場するのが恒例のツカミとなっている。また、30歳を過ぎてからは30代の自身を自虐ネタにする機会が増えている。
これまでには歌ネタ・ランキング形式のネタ等もあった。1980年代のアイドルを彷彿とさせるフリフリのスカートでのステージ衣装で多く出演していた（本人曰く、森高千里を意識したもの など）。

## 人物
- 趣味はアマチュア無線、モンチッチ収集で[1]、このことはネタ中にもたびたび登場する。
- 『伊集院光のばんぐみ』にて、飲酒しながらドミノを並べる企画に参加するが、周囲も驚く酒乱ぶりを見せてしまい、2週放送の1週目にて強制退場させられた。
- 祖父・父親共に政府官僚で、とても厳格な家庭で育った[9][4]。この家柄については「テレビ番組はNHKしか見てはいけない」「突然の来客に備えて、寝る時までも服装はしっかり」「専属の庭師がいる」など様々なエピソードを明かしている。
- 2015年12月23日、元放送作家の男性と結婚した[10]。

## 出演

### テレビ
- アッコにおまかせ! （TBSテレビ）

アシスタントとしてレギュラー出演。よく出演タレントの背後に映っていた。一時降板後復帰（2007年8月5日～2008年6月29日）、2008年11月2日から再び復帰→2010年12月いっぱいまで。
- さんまのスーパーからくりTV （TBSテレビ）
- ラブコンプレックス （フジテレビ）
- BACK-UP! （フジテレビ）
- インパクト! （フジテレビ）
- めちゃ×2イケてるッ!

「ここがヘンだよ女芸人」という企画に出演。
- ティンティンTOWN! （日本テレビ ゲスト出演）
- ハロー!モーニング。 （テレビ東京 ゲスト出演）
- 山おんな壁おんな （フジテレビ）
- あらびき団 (TBS系列、2007年10月17日 ～ 2008年7月16日 , 2008年10月23日 ～ ) 準レギュラーとして9回出演中。
- ジャンプ!○○中（フジテレビ、2007年10月17日）
- キャラ☆キング（テレビ朝日） - 2008年7月12日（第1回）、八幡かおる、まぁことの3人組「ドヒューム」で、『イチオシ!キャラ☆コレクション』出演
- 伊集院光のばんぐみ（BS11）
- お笑いDynamite!（TBSテレビ） - 2008年12月28日（第2回・1日目）、キャッチコピーは「壊れかけのお嬢様」
- 大人のソナタ（テレビ朝日） - 2009年5月10日
- アリケン （テレビ東京）
- 笑っていいとも!（フジテレビ）- 2010年11月16日「お笑いニートを救え!ギャグマーケット」
- 水曜エンタ!～笑う経済白書THEピンキリSHOW～（TBS）- 2012年3月14日
- ピロロン学園（日本テレビ）- 2012年6月27日
- あらびき団ゴールデンSP（TBSテレビ）- 2022年2月12日

### ラジオ
- お笑い!ネタとこ勝負!～ハイパー（アール・エフ・ラジオ日本）